# لوبامبا
لوبامبا (Lobamba) پایتخت سلطنتی و قانونی کشور سوازیلند است. پایتخت اداری سوازیلند شهر مبابانه است.
لوبامبا با ۵۸۰۰ نفر جمعیت در دره ازولوینی در استان ههوهو (Hhohho) قرار گرفته‌است.